# Novlangue
La (ou le) novlangue (en anglais Newspeak), ou néoparler ou néoparle ou encore nouvelangue dans des traductions récentes, est la langue officielle d'Océania, inventée par George Orwell pour son roman d'anticipation 1984 (publié en 1949).
C'est une simplification lexicale et syntaxique de la langue destinée à rendre impossible l'expression des idées potentiellement subversives et à éviter toute formulation de critique de l’État, l'objectif ultime étant d'aller jusqu'à empêcher l'« idée » même de cette critique.
Hors du contexte du roman, le mot novlangue est passé dans l'usage pour désigner péjorativement un langage ou un vocabulaire destiné à déformer une réalité, ou certaines formes de jargon.

## Historique du mot
La langue officielle d’Océania est Newspeak selon le terme inventé par George Orwell en 1949.
La première traduction en français d'Amélie Audiberti, en 1950, instaure le terme novlangue,. Dans cette traduction, le mot est masculin, mais il est passé dans le langage courant avec le genre féminin (la novlangue, calqué sur la langue).
Le novlangue prend le nom de néoparler dans une nouvelle traduction de l’œuvre en 2018 réalisée par Josée Kamoun,, qui justifie ce choix en soulignant : « S'il [George Orwell] avait voulu écrire « novlangue », il aurait écrit « newlanguage ». Or ça n'est pas une langue, c'est une anti-langue »,.
Dans l'édition de la Bibliothèque de la Pléiade, parue en octobre 2020, le traducteur Philippe Jaworski utilise néoparle,.
La traduction de Celia Izoard, qui paraît en janvier 2021 aux éditions Agone, rétablit le terme novlangue, mais au féminin.

## Novlangue dans1984
Dans 1984, le novlangue, est utilisé dans la trame même du récit, mais il fait aussi l'objet d'un bref développement analytique à la fin du roman, dans une annexe fictive intitulée The Principles of Newspeak.
Le novlangue a été créé pour satisfaire les besoins idéologiques de l’Angsoc (pour Socialisme Anglais) : cette langue doit favoriser la parole officielle et empêcher l'expression de pensées critiques. En 1984, l’usage du novlangue n’est pas encore très répandu, seuls des spécialistes le maîtrisent à l’oral et à l’écrit ; mais il est destiné à remplacer totalement le Oldspeak (traduit ancilangue en français, ou anglais standard), un objectif fixé pour les années 2050 et déjà en partie réalisé. Son usage se répand constamment ; les membres du parti tendent à utiliser de plus en plus le vocabulaire et la grammaire novlangues.
Selon l'auteur de l'annexe, le novlangue utilisé en 1984 repose sur les neuvième et dixième éditions du Newspeak Dictionary, « des éditions provisoires et qui contiennent encore beaucoup trop de mots inutiles et de constructions archaïques destinées à être supprimées ultérieurement. », ce que réalise la 11e édition.

### Vocabulaire du novlangue dans1984
Le lexique de la novlangue est très réduit. La réduction du lexique à un minimum est un but en soi. La novlangue vise à restreindre l'étendue de la pensée. Le vocabulaire est réorganisé en trois classes A, B et C. Très peu de mots sont communs aux trois classes.[Lesquels ?]
- Le vocabulaire A ne contient que les termes nécessaires au travail et à la vie quotidienne : manger, boire, travailler, etc. Il est formé sur des mots anciens. L'univocité des termes empêche désormais tout usage littéraire, politique ou philosophique[12].
- Le vocabulaire B contient les mots composés construits à des fins politiques[12]. Il est formé par des noms-verbes et contient une foule de néologismes.
- Le vocabulaire C est spécialisé. Il est entièrement composé par des termes scientifiques et techniques[12].

### Grammaire du novlangue dans1984
Les principes grammaticaux sont communs à toutes les classes lexicales.
La grammaire se caractérise par deux particularités : l'interchangeabilité des parties du discours et la régularité (la règle grammaticale ne connaît plus d'exception). Ainsi, le mot pensée est remplacé par le nom-verbe penser, tandis que le verbe couper est suffisamment exprimé par le mot couteau.

## Principes
L’idée fondamentale du novlangue est de supprimer toutes les nuances d’une langue afin de ne conserver que des dichotomies qui renforcent l’influence de l’État, car le discours manichéen permet d'éliminer toute réflexion sur la complexité d'un problème : si tu n'es pas pour, tu es contre, il n'y a pas de milieu. Ce type de raisonnement binaire permet de favoriser les raisonnements à l'affect, et ainsi d'éliminer tout débat, toute discussion, et donc toute potentielle critique de l'État.
Un rythme élevé de syllabes est aussi visé, avec l’espoir que la vitesse des mots empêche la réflexion.
De plus, si la langue possède le mot « bon », il est inutile qu’elle ait aussi le mot « mauvais », car cela suppose l'existence de nuances entre ces deux termes. Le concept « mauvais » est donc détruit pour être remplacé par le « non bon », fabriqué en ajoutant un préfixe marquant la négation (cela donnera « inbon »). En langue anglaise, cela donne : « good », « ungood » et « plusgood » et même « doubleplusgood ».
La grammaire est aussi très simplifiée ; ainsi le pluriel est toujours marqué par un s (on dit « des chevals » et « des genous ») ; les verbes se conjuguent tous de la même manière.
Un verbe doit toujours dériver du nom correspondant quand il existe. Dans la version anglaise, to cut (couper) est ainsi remplacé par to knife (sachant que knife signifie couteau).
Cette caractéristique d'ajouter des suffixes se retrouve dans des langues agglutinantes comme le japonais ou le turc, ou dans certaines langues construites comme l’espéranto.
Cependant même le français utilise de tels suffixes d'inversion (notamment avec les suffixes). Sa critique du remplacement de tous les termes équivalents « mauvais, répugnant, dégoûtant, exécrable, infect… » par un simple « inbon » manque de souplesse pour un anglophone, mais le procédé est utilisé dans les langues agglutinantes en communication quotidienne, et parfois en poésie. Le novlangue surprend surtout un anglophone s’adressant à d’autres anglophones disposant eux aussi d’un vocabulaire de 30 000 mots et plus. Orwell connaissait l’espéranto via son long séjour chez sa tante Ellen Kate Limouzin, femme d’Eugène Lanti, l’un des fondateurs et principaux moteurs du mouvement espérantiste ouvrier. Le novlangue caricature les langues anglaises simplifiées, en particulier l'anglais basic.
L’idée sous-jacente au novlangue est que si une chose ne peut pas être dite, cette chose ne peut pas être pensée durablement faute de renforcement par l’échange du dialogue. La question soulevée par cette supposition est de savoir si c'est notre pensée qui donne un sens à la langue (indépendamment de celle-ci), ou si c'est la langue (comme institution ou structure) qui constitue et façonne notre pensée. Par exemple, peut-on ressentir l’idée de « liberté » si nous ignorons ce mot ?[style à revoir]
S'il est fort probable que les deux phénomènes s'articulent entre eux (la maîtrise de la langue augmente la capacité de pensée, qui à son tour va venir enrichir la langue lorsque son degré d'abstraction sera suffisant), cette théorie est liée à l’hypothèse Sapir-Whorf (une forme de déterminisme linguistique) et à la formule de Ludwig Wittgenstein : « Les limites de ma langue sont les limites de mon monde ». Elle fait également écho à l'ouvrage Le Cru et le Cuit de Claude Lévi-Strauss : là où n'existe pas la cuisson, il n'est pas de mot pour dire cuit, mais pas de mot non plus pour dire cru, tout l'étant.

### Double pensée
Outre la suppression des nuances, le novlangue est une incarnation de la double-pensée.
La double signification des mots possèderait le mérite (pour ses créateurs) de dispenser de toute pensée spéculative, et donc de tout germe de contestation future. Puisque les mots changent de sens selon qu’on désigne un ami du parti ou un ennemi de celui-ci, il devient évidemment impossible de critiquer un ami du parti[Information douteuse], mais aussi de louer un de ses ennemis.
Prenons pour exemple le mot « noirblanc ». Quand il qualifie un ennemi, il exprime son esprit de contradiction avec les faits, de dire que le noir est blanc. Mais lorsqu’il qualifie un membre du Parti, il exprime la soumission loyale au Parti, l’aptitude à croire que le noir est blanc, et plus encore, d’être « conscient » que le noir est blanc, et d’oublier que cela n’a jamais été le cas (grâce au principe de « doublepensée »).
Une autre idée du novlangue est d’associer deux termes différents en un seul mot afin que la pensée de l’un soit irrémédiablement associée à la pensée de l’autre : « crimesex »…

#### Exemples de vocabulaire B
- Ancipensée : terme englobant l'ensemble des mots groupés autour des concepts d'« objectivité » et de « rationalisme ».
- Biensex : chasteté (désigne le rapport sexuel entre homme et femme à la seule fin de mettre des enfants au monde).
- Canelangue : qualifiant un opposant : verbiage ; qualifiant un membre orthodoxe du parti : éloquence.
- Crimepensée : terme englobant l'ensemble des mots groupés autour des concepts de « liberté » et d'« égalité en droit ».
- Crimesex : activité sexuelle pratiquée sans but de reproduction (inclut la fornication, l'adultère, l'homosexualité et la sexualité pratiquée uniquement pour le plaisir qu'elle procure).
- Doublepensée : capacité à accepter simultanément deux points de vue opposés et ainsi mettre en veilleuse tout esprit critique.
- Miniver : Ministère de la vérité, qui est en fait celui de la propagande.
- Bon : Bon
- Plusbon : Très bon.
- Doubleplusbon : Excellent. (très très bon)
- Inbon : Pas bon, mauvais.
- Plusinbon : Vraiment pas bon, (très mauvais).
- Doubleplusinbon : Détestable. (très très mauvais)

### Mots réducteurs
- Compliqué = tout ce qui va de l'incertitude à l'échec : difficile, incertain, délicat, malaisé, décourageant, pénible, complexe, insoluble, grave, désespéré, impossible, voué à l'échec, tendu, inquiétant, etc.
- Sécuriser = tout ce qui a trait de près ou de loin avec l'insécurité et la sécurité peut se réduire à cet anglicisme (to secure, secured) mal traduit par le barbarisme « sécuriser » : protéger, rassurer, surveiller, vérifier, consolider, étayer, chiffrer (« sécuriser des données »), déminer (« sécuriser un champ de mines »), etc.
- Potentiel = tout ce qui va de l'espoir à l'occasion : espoir, attente, capacité, aptitude, don, prometteur, encourageant, favorable, propice… ou encore l’éventuel, le prévisible, l’occasion à saisir… ou encore le plausible, le probable, le possible, le quasi certain.
- Marteler = tout ce qui relève de la force du dire : communiquer, affirmer, insister, soutenir, prétendre, répéter, clamer, proclamer…

## Utilisation de l'expression novlangue dans les médias
Dans l’espace médiatique, par un effet de glossonymie, l’emploi du terme novlangue est métaphorique, bien que beaucoup de militants, activistes, journalistes, qui usent de ce mot à des fins critiques, considèrent sérieusement la novlangue qu’ils dénoncent comme une langue, pourvue d’un système propre.[pas clair] Mais de fait, ce métalangage ordinaire, « relatif aux codes et aux parlers » d’une personne ou d’une communauté, caractérise, non pas une langue de nature différente mais un élément du discours autre considéré comme fallacieux. Il consiste, en effet, à disqualifier une idéologie, au moyen d’une analyse linguistique, par laquelle les usages de la langue sont décrits comme déviants et manipulateurs. Selon Alice Krieg-Planque, on retrouve systématiquement dans ces occurrences un adjectif qualificatif associé à novlangue, qui sous-tend le domaine dans lequel une idéologie est dénoncée : «novlangue administrative», « novlangue bancaire », « novlangue financière », ou encore « novlangue gouvernementale », « libérale », « médiatique »…
Pour donner quelques exemples de traits linguistiques révélés par cette pratique métalangagière, remontons à 1981, où se déroule le colloque de Cracovie, consacré au « langage d’État en Pologne » vu par la communauté scientifique d’alors comme une « novlangue » dans le but d’affermir le régime totalitaire en place. À travers une prise de conscience de cette propagande, y sont dénoncés les euphémismes, les antonymes, certains néologismes, des cas d’inclusion du récepteur dans le discours afin d’éviter le dialogue et tout autre point de vue comme dans cet exemple : « La source de nos succès, c’est le lien du parti avec les masses », ou encore l’absence de prédicats : « Travail-Éducation-Socialisme ».
Ainsi l’on peut trouver des exemples plus probants de novlangue si l’on se tourne vers la propagande nazie, que l’historien Matthias Heine remet au goût du jour, en mentionnant par exemple ces deux cas de glissement sémantique : « Aktionen » (opérations), terme neutre qui renvoie pendant la dictature aux persécutions contre les Juifs ; et « Betreuung » (prise en charge), un euphémisme qui désignait l’assassinat des personnes handicapées.

## Le point Orwell
En 2012, Alice Krieg-Planque observe qu'il est fait référence à la novlangue lorsque des pratiques langagières supposées particularisent un groupe de personnes. Faire référence à la novlangue permet alors de disqualifier le discours des réformateurs de la langue en les soupçonnant de vouloir prendre le pouvoir absolu sur les esprits.
En France, il est régulièrement fait référence à la novlangue dans le cadre du débat public, pour disqualifier le discours de ses opposants. Le langage managérial est par exemple régulièrement assimilé à de la novlangue.
En 2018, les linguistes Anne Le Draoulec et Marie-Paule Péry-Woodley, font le parallèle entre le recours à la novlangue dans le discours avec la loi de Godwin et proposent la définition du « point Orwell » : « Plus une discussion sur la langue dure longtemps, plus la probabilité d’y trouver une comparaison impliquant la novlangue ou George Orwell s’approche de 1 ».